# 马蓬古布韦国家公园
马蓬古布韦国家公园（Mapungubwe National Park）是南非林波波省的一座国家公园，靠近穆西纳，位于沙希河与林波波河的交汇处。国家公园靠近博茨瓦纳和津巴布韦的边界处，是大马蓬古布韦跨界保护区的一部分。马蓬古布韦国家公园建立于1995年，面积28000多公顷。园内的马蓬古布韦是联合国教科文组织世界遗产。